# Nicolás Rodríguez Hermosino
Nicolás Rodríguez Hermosino (Mota del Marqués, 1605 circa – Astorga, 23 gennaio 1669) è stato un religioso, giurista e inquisitore spagnolo del XVII secolo, vescovo di Astorga dal 1662 alla morte.

## Biografia
Nato ai primi del XVI secolo, studiò diritto al Collegio di San Millán di Salamanca ed ebbe quindi, nel settembre del 1639, il canonicato della Cattedrale di Astorga. Quattro anni dopo, il 17 settembre del 1643, fu nominato canonico penitenziario di Valladolid.
All'interno dell'Inquisizione svolse i ruoli di procuratore, inquisitore, consigliere e infine procuratore generale della Suprema. Il 5 giugno 1662 papa Alessandro VII lo designò vescovo di Astorga e il 17 settembre fu consacrato tale dall'inquisitore generale e vescovo di Plasencia Diego Arce Reinoso.
Le sue relazioni con il capitolo della cattedrale furono tese; arrivò anche a scomunicarne il decano, perché si era rifiutato di permettere al capitolo di recarsi al suo palazzo per accompagnarlo alla cattedrale in determinate festività. Allo stesso modo, gli furono contestate la designazione di cariche del tribunale ecclesiastico, nomine che realizzavano al posto del vescovo e del presidente.
Ebbe inoltre conflitti con il marchese di Villafranca del Bierzo e l'abate della collegiata del paese, per le ingerenze di entrambi nella giurisdizione ecclesiastica dell'episcopato.
Scrisse oltre una dozzina di opere sui Decretali. Morì nel 1669 ad Astorga.

## Genealogia episcopale e successione apostolica
La genealogia episcopale è:
- Cardinale Diego Guzmán de Haros
- Arcivescovo Fernando Valdés Llano
- Vescovo Diego Arce Reinoso
- Vescovo Nicolás Rodríguez Hermosino

La successione apostolica è:
- Arcivescovo Francisco de Seijas Losada (1664)
- Vescovo Matías Moratinos Santos (1664)

## Opere
- (LA) Tractatus XV, Lyon, Philippe Borde & Laurent Arnaud & Claude Rigaud, 1657.
- (LA) De iudiciis et foro competenti, Lyon, Philippe Borde & Laurent Arnaud & Claude Rigaud, 1657.